# 吉普·阿旺白姆
吉普·阿旺白姆（藏語：སྐྱིད་སྦུག་ངག་དབང་དཔལ་མོ，威利转写：skyid sbug ngag dbang dpal mo，？—1991年）女，西藏拉萨人，中华人民共和国官员。

## 生平
阿旺白姆出身帕拉家族，性格开朗而又和蔼。西藏和平解放后，在江孜县设立中共江孜分工委。过去，驻江孜的印度商务代表处经常举办星期聚餐会，组织贵族家小姐打球、跳舞、看电影，阿旺白姆也曾去过，但接受中共江孜分工委教育，知道爱国及革命道理后，就再没去参加。她转而参加中共江孜分工委组织的活动，包括学习《十七条协议》、政治时事、社会发展史、民族宗教政策、马列主义及毛泽东著作等，以及各类文娱、宣传活动，她还在广场登台演出。1952年l0月1日，江孜学习《十七条协议》委员会成立，她是最早参加该会者之一。1954年11月26日，江孜爱国青年联谊会成立，她任委员。1955年5月23日，江孜爱国妇女联谊会成立，她任委员，后来升任副主任。她申请加入团组织，中共江孜分工委1956年批准她加入中国共产主义青年团，并任中共江孜分工委团委副书记。1958年8月30日，江孜基巧办事处成立，她任常委。
她嫁到贵族吉普家族时，按传统习俗成为吉普家兄弟俩的妻子。中国人民解放军进驻江孜后，出嫁不久的阿旺白姆和两个丈夫吉普·平措次登、吉普·顿珠平措一起参与政治活动。接受新思想后，她进行婚姻改革，选择一夫一妻制，1955年与兄弟中的吉普·平措次登组成新家庭。该行动在江孜上层青年男女中影响很大。
她的几个哥哥在西藏噶厦任职。1959年3月拉萨骚乱时，她大哥帕拉·土登为登被中华人民共和国中央政府列为叛首之一，三哥帕拉·多吉旺久也被视为“叛乱”头目，二哥帕拉·扎西旺久从江孜到拉萨参加“叛乱”。她则继续在中共江孜分工委团委工作。她的几个哥哥随达赖逃到印度（后迁居瑞士）后，不断给她寄来信和材料，劝她外逃出国与他们会合。她思来想去，最终将信和材料交到中共江孜分工委。
1959年11月11日，中国人民政治协商会议江孜专区委员会成立，她当选为副主席。1964年，江孜专区与日喀则专区合并为日喀则地区，她继续任日喀则地区政协副主席。
西藏民主改革中，政策规定对未参加“叛乱”的领主，其土地、牧场、住房、牲畜、生产工具全部折合人民币付给领主作为赎买金，再分配给农牧民。吉普家没有要应得的赎买金（江孜各贵族家共有两家没有要），据说当时这在整个西藏都少有。
文化大革命，她和丈夫与其他干部一样受到迫害。她曾穿着破烂衣服，背着筐子，和其他干部一起“接受劳动改造”，干粗活。改革开放后，她历任日喀则行署副专员、西藏自治区政协常委、西藏自治区妇联副主任。
1991年，吉普·阿旺白姆病逝。